# 上里・北関東集中雹害
上里・北関東集中雹害とは、2022年6月2日に発生した、北関東を中心として発生した雹害（ひょうがい）である。

## 気象状況
2022年6月2日と翌6月3日、それぞれ関東地方の一部地域で雹が降り被害が発生した。
6月2日から3日にかけて本州付近の上空を気圧の谷が通過していた。気圧の谷に伴い、500hPa高度で−15℃の寒気が関東地方上空を覆った。一方、本州の南には前線が停滞し、大気下層ではそこから関東地方へと暖かく湿った空気（暖湿流）が流入し、上空500mで相当温位330Kに達していた。
これにより、6月2日のうち夕方から夜遅くの時間帯、および6月3日の昼前から夜遅くの時間帯に、それぞれ大気の状態が非常に不安定となり各地で雷雨が発生、雹が降る地域もあった。
6月2日の雹は雹害としては広範囲に及ぶもので、群馬県西部・高崎市付近から埼玉県北部・熊谷市付近にかけて、長さ東西約70 km・幅が南北約17 kmの範囲で発生した。降雹域は南東方向に移動しており、17:30ごろ高崎市、安中市付近、18:00ごろ藤岡市、上里町付近、18:15ごろ美里町、深谷市付近、18:30ごろ熊谷市付近で降雹があった。
高崎市、安中市、藤岡市、上里町、神川町、美里町、本庄市、深谷市で直径3 cmを超える雹が確認されており、高崎市東部（旧新町地域）、藤岡市北部、神川町北部では5 cmを超えるものもあった。

## 被害
埼玉・群馬両県で軽傷者95人、建物被害2,200件余りが報告されている。市町別の負傷者は藤岡市と上里町で各2人で、そのほかに群馬県が学校関係の被害として下校中にケガ等軽傷を負った例10人、雹が当たり痛みを訴えた例81人を報告している。建物被害は両県で分類が異なり、埼玉県内で集計された窓ガラス破損は上里町で約1,000棟、美里町や神川町で50棟余り、本庄市で20棟余り。群馬県内で集計された屋根・テラス・雨樋・ガラスなどの破損は藤岡市で1,000件を超え、高崎市で130件余り、安中市で20件余り。
JR高崎線では、深谷 − 岡部間で規定雨量を超えたため一時的に速度を落とし徐行運転を行った。埼玉県北部の本庄市では、特に児玉地区、今井・西富田・四方田周辺が雹以外にも突風などの被害が深刻だった。共和公民館ではほとんどのガラスが、共和小学校では、25枚のガラスが割れ、翌6月3日は臨時休校の処置をとった。ガラスの破片による怪我人が2件、他には倒木の被害も出た。
埼玉県上里町では、午後7時15分災害対策本部を設置して防災行政無線で呼びかけ、窓ガラスが割れるなどの被害が出た町内513世帯（同年6月2日現在）にブルーシートの配布を行った。同町の七本木小学校では窓ガラスが40枚割れるなどの被害が出た。農作物などにも被害が出ており、農業用ハウスのシートに穴が開いて栽培中のキュウリに傷がつくなどした。
雹はテニスボールほどの大きさだったという。少なくとも、ガラスが割れる被害は、埼玉県上里町、美里町、神川町でも相次ぎ、神川町では幼稚園の渡り廊下の屋根が破損したという。
埼玉県は同年6月14日、雹による農業への被害が少なくとも38億4000万円余りに上ると明らかにした。このうち、小麦やスイートコーン、ネギなどの農作物への被害が30億1400万円余り、農業用ハウスなど生産施設の被害が8億2500万円余りに上った。群馬県では8億3000万円余りの被害があり、合計で約47億円に達する。近年の日本の雹害による農業被害額としては、2000年5月24日に千葉県・茨城県で発生した雹害に次ぐものとなった。
埼玉県は今回のひょうによる被害を県条例に基づき「特別災害」に指定し、特に被害の大きかった深谷市や春日部市など18の市と町を対象に、傷がついた農作物が病気になるのを防ぐために使用する農薬や肥料や、植え替えが発生する場合の苗の購入費用などを県と市・町で全額補助する方針を決めた。
福島県でも浜通り・中通り地域で、6月2日・3日のほか5月23日の雹害も合算した値だが、ナシ、モモ、リンゴなどが被害を受け、農業被害額は約12億9,000万円に上った。
千葉県北西部でも6月3日にナシや農業用ハウスなどが被害を受ける雹害があり、農業被害額は約17億8,000万円に上った。
被害が大きかった市や町では、ふるさと納税を通じて農家を支援するための寄付を呼びかけている。
2022年6月2日・3日の両日は、栃木県でも雹害があった。
関東地方を中心に6月に発生した一連の雹害による損害保険の支払いは、金額が判明しているあいおいニッセイ同和損保および三井住友海上火災の1グループだけで428億円に上った。各社合計では1,000億円近くになると推計されている。